# Taxicab-getal
In de wiskunde is het {\displaystyle n}-de taxicab-getal {\displaystyle \mathrm {Ta} (n)} het kleinste natuurlijke getal dat op {\displaystyle n} verschillende manieren kan geschreven worden als de som van twee positieve derdemachten.

## Herkomst
De herkomst van de naam "taxicab-getal" gaat terug op een anekdote over Srinivasa Aaiyangar Ramanujan verteld door Godfrey Harold Hardy. Hardy was met taxi nummer 1729 naar het ziekbed van Ramanujan gekomen. Hij zei tegen Ramanujan dat hij dit maar een saai getal vond. Maar Ramanujan vond van niet, want, zei hij, "het is het kleinste getal dat op twee verschillende manieren als de som van twee positieve derdemachten kan worden uitgedrukt".
Inderdaad is {\displaystyle 1729=1^{3}+12^{3}=9^{3}+10^{3}}.
Het getal 1729 staat nu bekend als het Hardy-Ramanujangetal. Het is het kleinste niet-triviale taxicab-getal.
Het probleem gaat echter terug tot Pierre de Fermat, die in 1657 de vraag formuleerde twee derdemachten te vinden waarvan de som gelijk is aan die van twee andere derdemachten; dat zijn dus oplossingen van de diofantische vergelijking {\displaystyle a^{3}+b^{3}=c^{3}+d^{3}}. Bernard Frénicle de Bessy vond hiervoor verschillende oplossingen, waarvan 1729 de kleinste oplossing was. Fermat bewees dat er voor elke {\displaystyle n} getallen bestaan die op {\displaystyle n} verschillende wijzen te schrijven zijn als de som van twee derdemachten. Er zijn dus oneindig veel taxicab-getallen.

## Bekende taxicab-getallen
De volgende zes taxicab-getallen zijn tot nog toe gevonden:
{\displaystyle \mathrm {Ta} (1)=2=1^{3}+1^{3}}
{\displaystyle {\begin{matrix}\mathrm {Ta} (2)&=&1729&=&1^{3}+12^{3}\\&&&=&9^{3}+10^{3}\end{matrix}}}
{\displaystyle {\begin{matrix}\mathrm {Ta} (3)&=&87539319&=&167^{3}+436^{3}\\&&&=&228^{3}+423^{3}\\&&&=&255^{3}+414^{3}\end{matrix}}}
{\displaystyle {\begin{matrix}\mathrm {Ta} (4)&=&6963472309248&=&2421^{3}+19083^{3}\\&&&=&5436^{3}+18948^{3}\\&&&=&10200^{3}+18072^{3}\\&&&=&13322^{3}+16630^{3}\end{matrix}}}
{\displaystyle {\begin{matrix}\mathrm {Ta} (5)&=&48988659276962496&=&38787^{3}+365757^{3}\\&&&=&107839^{3}+362753^{3}\\&&&=&205292^{3}+342952^{3}\\&&&=&221424^{3}+336588^{3}\\&&&=&231518^{3}+331954^{3}\end{matrix}}}
{\displaystyle {\begin{matrix}\mathrm {Ta} (6)&=&24153319581254312065344&=&582162^{3}+28906206^{3}\\&&&=&3064173^{3}+28894803^{3}\\&&&=&8519281^{3}+28657487^{3}\\&&&=&16218068^{3}+27093208^{3}\\&&&=&17492496^{3}+26590452^{3}\\&&&=&18289922^{3}+26224366^{3}\end{matrix}}}
Voor {\displaystyle \mathrm {Ta} (7)} tot {\displaystyle \mathrm {Ta} (22)} zijn bovengrenzen bepaald. Zo is bekend dat {\displaystyle \mathrm {Ta} (7)} niet groter is dan 24 885 189 317 885 898 975 235 988 544.

## Generalisatie
Een gegeneraliseerd taxicab-getal {\displaystyle \mathrm {Taxicab} (k,j,n)} is het kleinste natuurlijke getal dat op {\displaystyle n} verschillende manieren als de som van {\displaystyle j} {\displaystyle k}-de machten kan geschreven worden.
Voor de "gewone" taxicab-getallen is {\displaystyle k=3} en {\displaystyle j=2}.
Leonhard Euler vond dat 635318657 = 594 + 1584 = 1334 + 1344; dit is {\displaystyle \mathrm {Taxicab} (4,2,2)}.
Een van de onopgeloste vraagstukken in de wiskunde is: bestaat {\displaystyle \mathrm {Taxicab} (5,2,n)} voor {\displaystyle n\geq 2}? Met andere woorden: bestaat er een natuurlijk getal dat op twee of meer verschillende manieren kan geschreven worden als de som van twee vijfdemachten? Het is al bekend dat dit getal, mocht het bestaan, groter moet zijn dan 1,024×1018.